# 緬甸藏人
緬甸藏人，又称缅北藏族，生活在缅甸北部的藏族人，主要生活在克钦邦葡萄地区，是通过“藏缅通道”从西藏察隅一带迁居而来的康巴藏人及其后代。

## 历史
莲花生曾预言有两个秘境可以在人们遭遇危难或者迫害时前往躲藏，一个是在今林芝墨脱县的“贝玛贵”，一个是在今缅甸北部密支那附近的“囊塔贵”。唐代樊绰《蛮书》记载“[大赕]三面皆占大雪山，其高处造天，往往有吐蕃至赕贸易，云此山有路，去赞普牙帐不远。”方国瑜考证认为“大赕”就是今缅甸克钦邦北部的葡萄。由此可知，葡萄地区早在唐朝，便与藏地便有贸易往来。英国戈弗雷·埃里克·哈维1925年出版的《缅甸史》（History of Burma）认为十世纪之前风靡上缅甸的吐蕃阿利教是从察隅传入的，由藏传佛教蜕变而来。这表明上缅甸与西藏之间的交往历史悠久，存在一条相对稳定的“藏缅通道”。
清末光绪三十四年（1908年），阿墩子弹压委员会兼办理怒俅两江事宜主事人夏瑚巡视怒江及周边地区，完成《怒俅边隘详情》一书，书中称“查脱落江……江头要隘则为独鲁海打。该村系古宗，共7户，前十数年由藏区迁来，村内住有喇嘛十数人，询系巴塘丁林寺僧，乙巳叛后，逃匿其地，现为村民供应。”脱落江即南塔迈河，独鲁海打即达杭丹，可知达杭当藏人至少在“乙巳叛”（1905年）之前的十数年，也就是1890年前后便已迁居该村。但这一时期曾在察隅、缅北一带考察的享利·奥尔良、戴维斯、柔克义、贝里、考尔巴克等西方探险家均未在考察报告中直接涉及缅甸藏人的描述。
1931年，弗兰克·金登-沃德进入阿当朗河谷探险的记录中提到有一个藏族家庭定居在悬崖底部海拔4000英尺的地方，并称达杭丹是藏人迁入伊洛瓦底盆地的先锋，已有三个藏族家庭，在海拔6000英尺的谷底建有木屋，木屋周边是开垦的耕地，种植大麦、燕麦、玉米、养麦、小米、豌豆和豆类，饲养有牦牛、羊、猪、鸡和狗，猎捕斑羚、鬣羚和吠鹿，采集野生蜂蜜，生活相当富足。金顿-沃德还在1932年时提到第一个到阿当朗河谷的欧洲人是普里查德（Captain B.E.A. Pritchard），普里查德曾于1913年1月到访阿当朗村。普里查德之后的是缅甸边防局的莱昂纳德（P.M.R. Leonard），他曾在1913年的几年后到访达杭丹。
1920至1950年代，察隅县竹瓦根镇日东、嘎达、吉公、巴嘎等村落的一些居民，出于对“囊塔贵”的向往，受不了噶廈当局的压迫，对中国人民解放军入藏的恐惧等原因，选择逃往缅甸克钦邦的桑当、西朱当、门登村等地生活。然而，缅甸政府只当他们是流落缅甸的中国难民，使之无法加入缅甸国籍。缅甸政府还限制他们的生活范围，因而只能在村庄附近的山上安家，靠打猎为生，生活非常困苦。中缅边境察隅一带的边民常在果哈林吉太村一带贸易和物资交流，缅北藏族便不定期走山路到吉太村用猎物和虫草交换一些生活物资。

## 囊塔归巴
1984年至1986年期间，部分缅北藏族越境返回察隅，被察隅当地人称为“缅民”或“回归户”，藏语称“囊塔归巴”。囊塔归巴被安置在竹瓦根镇西托拉卡、扎嘎、朱吾三地定居。察隅县投资50余万元，将托西托拉卡组老文化室改造为“囊塔归巴”村史馆。